# Brè-Aldesago

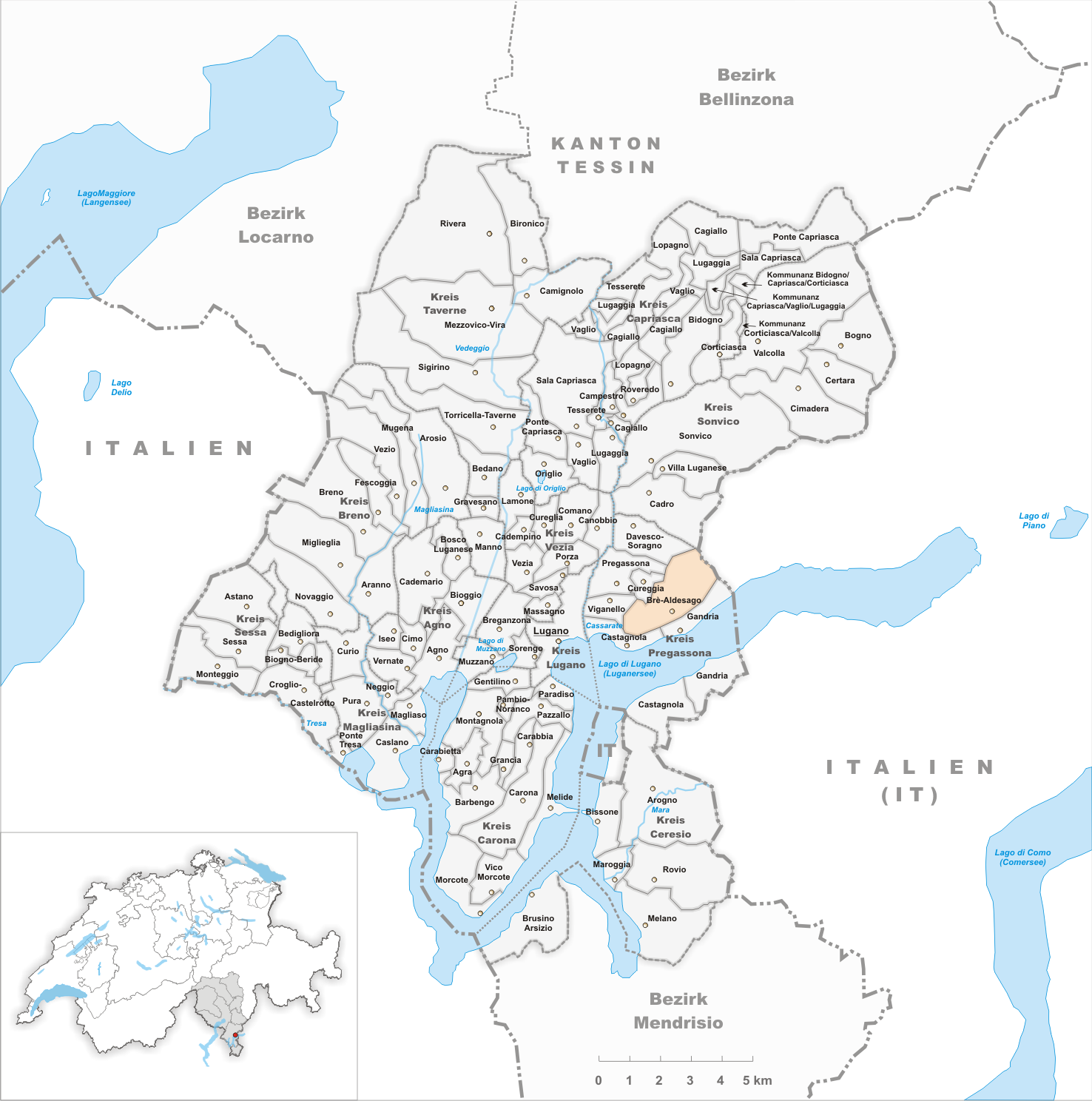
Gemeindestand vor der Fusion von 1972

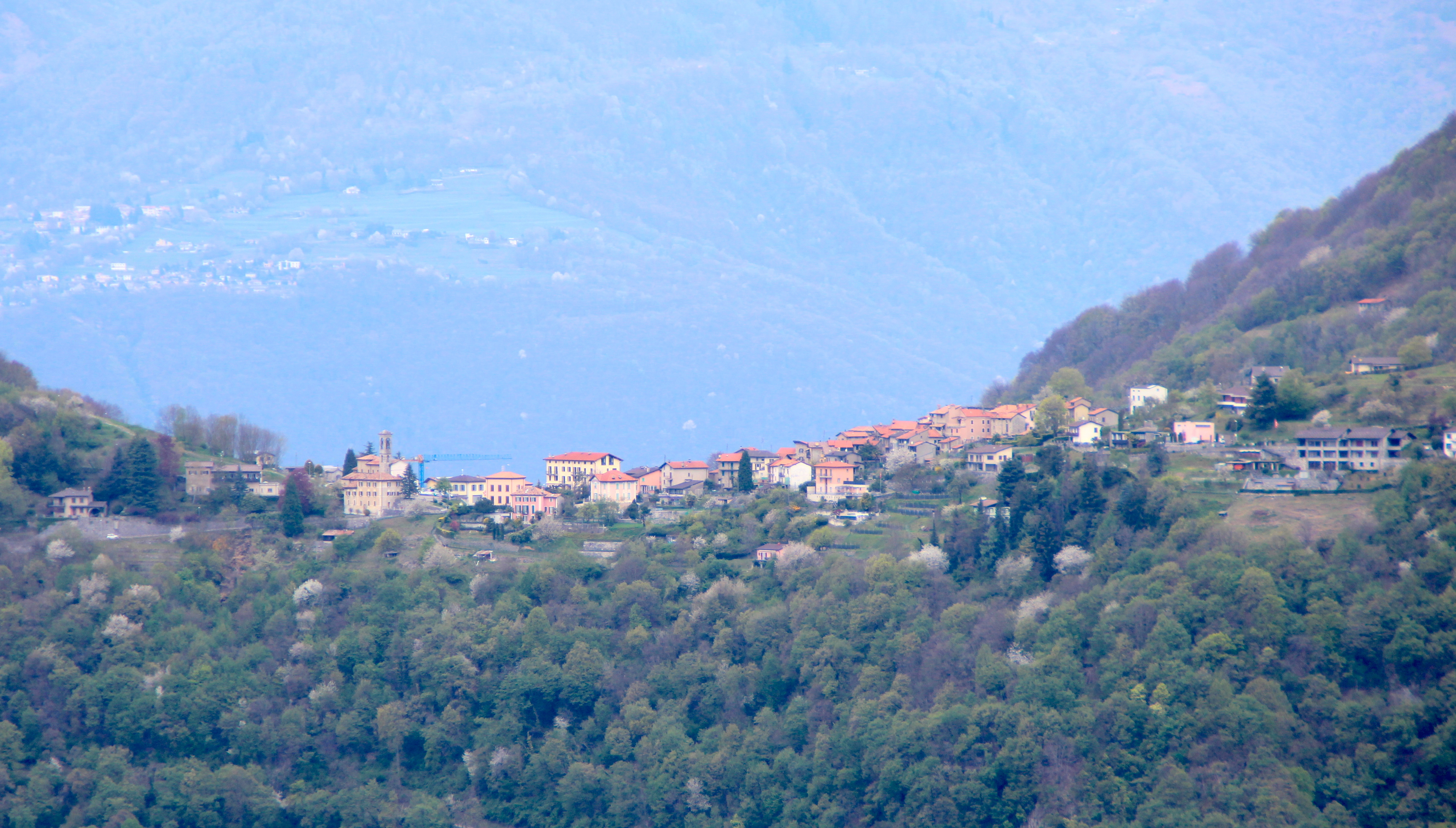
Dorf Brè

Brè-Aldesago war von 1953 bis 1972 der Name einer selbstständigen politischen Gemeinde im Kanton Tessin, im Kreis Lugano Ost, im Bezirk Lugano, in der Schweiz. Sie ging 1972 in der Stadt Lugano auf.
Heute hat das bis 1953 selbstständige Dorf Brè [ˈbrɛ] (351 Einwohner) vorwiegend touristische Bedeutung als Künstlerdorf, während Aldesago (504 Einwohner) als Villenquartier von Lugano seinen eigenen Charakter hat.

## Geographie

Luftbild von Walter Mittelholzer (1919)

Brè liegt auf einem Plateau in 800 m Höhe unterhalb des Monte-Brè-Gipfels (925 m), der als Hausberg von Lugano und bekannter Aussichtspunkt mit einer Standseilbahn erschlossen ist. Von Lugano aus verbinden eine Fahrstrasse (circa 9 km) sowie Wanderwege (Treppen-Aufstieg) von Lugano-Cassarate sowie Lugano-Gandria das Dorf mit dem Luganersee circa 500 m unterhalb.

## Geschichte
Brè wird 1280 erstmals unter diesem Namen sowie im 14. Jahrhundert unter anderen Namensvariationen urkundlich genannt. Ausgrabungsfunde (Nekropolen) legen indes bereits eine römische oder möglicherweise vorrömische Besiedlung nahe. Im Mittelalter sind für das Kloster San Abbondio sowie Familien in Como Besitzungen in Brè bezeugt. Das Dorf Brè war durch Viehzucht geprägt. In der zweiten Hälfte des 19. Jahrhunderts bot dieser Wirtschaftszweig zu wenig Perspektiven, was eine Emigrationswelle der Bewohner als Maurer oder Landwirt insbesondere in die Vereinigten Staaten sowie nach Südamerika nach sich zog.
Bis 1912 war Brè nur mit einem Maultierpfad von Lugano aus erreichbar. Mit dem Bau der Fahrstrasse und der Standseilbahn (1912 beendet) wurde Brè touristisch erschlossen; ein erstes Hotel entstand. In der Folgezeit zog der stille Ort in seiner exponierten Lage hoch über dem See zahlreiche Künstler an; unter ihnen war Wilhelm Schmid, ein Maler der Neuen Sachlichkeit, der seinen Lebensabend in Brè verbrachte und dem Ort nach seinem Tod 1971 sein Wohnhaus als Museum hinterliess. Auch der ungarische Maler Jozeph Birò und der Sarde Aligi Sassu verbrachten ihre letzte künstlerische Schaffensphase in Brè. Ende des 19. Jahrhunderts in Brè geboren sind die autodidaktischen Maler Pasquale Gilardi und Luigi Taddei. Lebende Künstler vor Ort sind der Graphiker und Bildhauer Marco Prati, Antonio Scoppazini sowie der Theaterregisseur Michel Poletti.
Die Lebensbedingungen für die Dorfbewohner waren bis zur Mitte des 20. Jahrhunderts hart. Bis 1950 hatte Brè keinen Anschluss an die städtische Trinkwasserversorgung; Wasser musste aus Brunnen geschöpft werden. Bis circa 1970 war der Zigarettenschmuggel eine aktive Nebenerwerbsquelle. Heute ist der Tourismus einer der wichtigsten Wirtschaftszweige.
Brè bildet aber nach wie vor eine eigenständige Bürgergemeinde.

## Bevölkerung

### Bevölkerungsentwicklung
Einwohnerzahlen: Volkszählungsdaten

## Sehenswürdigkeiten
Das Dorfbild ist im Inventar der schützenswerten Ortsbilder der Schweiz (ISOS) als schützenswertes Ortsbild der Schweiz von nationaler Bedeutung eingestuft.
- Die Pfarrkirche Santi Simone e Fedele (Hinweis auf zwei Märtyrer aus Como) ist erst im Jahr 1591 bezeugt, der romanische Turm belegt indes einen deutlich älteren Ursprung. Die Basilika wurde im 18. Jahrhundert verändert.[10] Das Innere weist barocke Fresken Sant’Antonio abate, San Carlo Borromeo, ein Gemälde Transito di San Giuseppe, aber auch Ausmalungen aus den 1940er-Jahren von Jozeph Birò auf. Ein Christophorus-Fresko an der Aussenwand stammt von Luigi Taddei.
- Kirche, Dorfplatz mit Waschbrunnen (Lavatoio) und die von ihm ausgehenden Strassenzüge bilden das harmonische Ensemble eines in seiner ursprünglichen Anlage bewahrten Tessiner Dorfs[10]
- Das Wilhelm-Schmid-Museum zeigt eine Auswahl der Werke des Künstlers und dokumentiert sein Leben.[10][11]
- Der am Kirchenvorplatz beginnende Arredo Artistico führt als Rundweg an zahlreichen Werken der Künstler von Brè vorbei.[10]
- Kirche des Unbefleckten Herzens Mariens in Aldesago, 1636 erbaut und 1943 wiederaufgebaut, mit Fresken von Luigi Taddei.

## Veranstaltungen
- AiEP Avventure in Elicottero Prodotti[12]

## Bilder

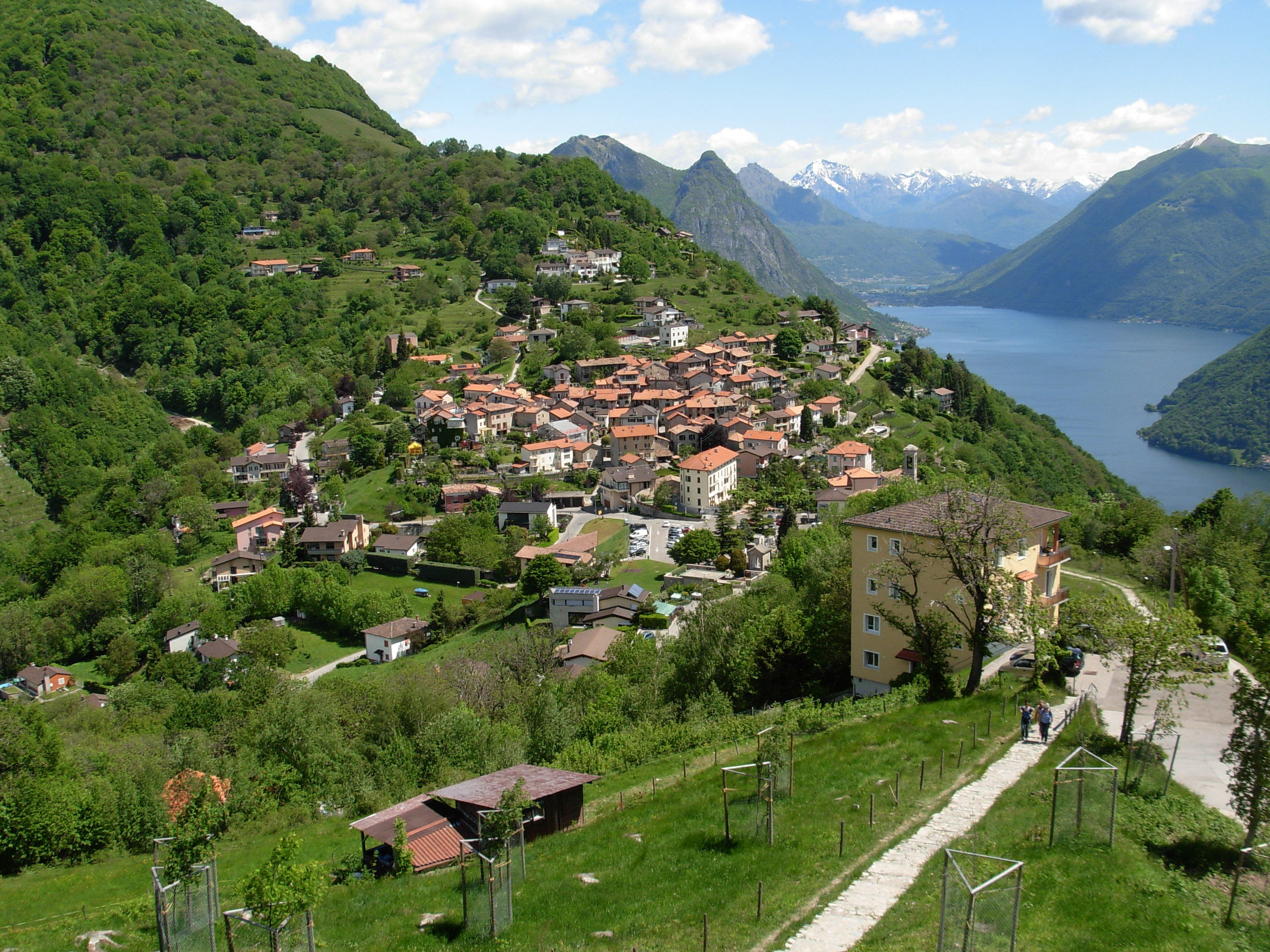
Brè vom Monte Brè aus
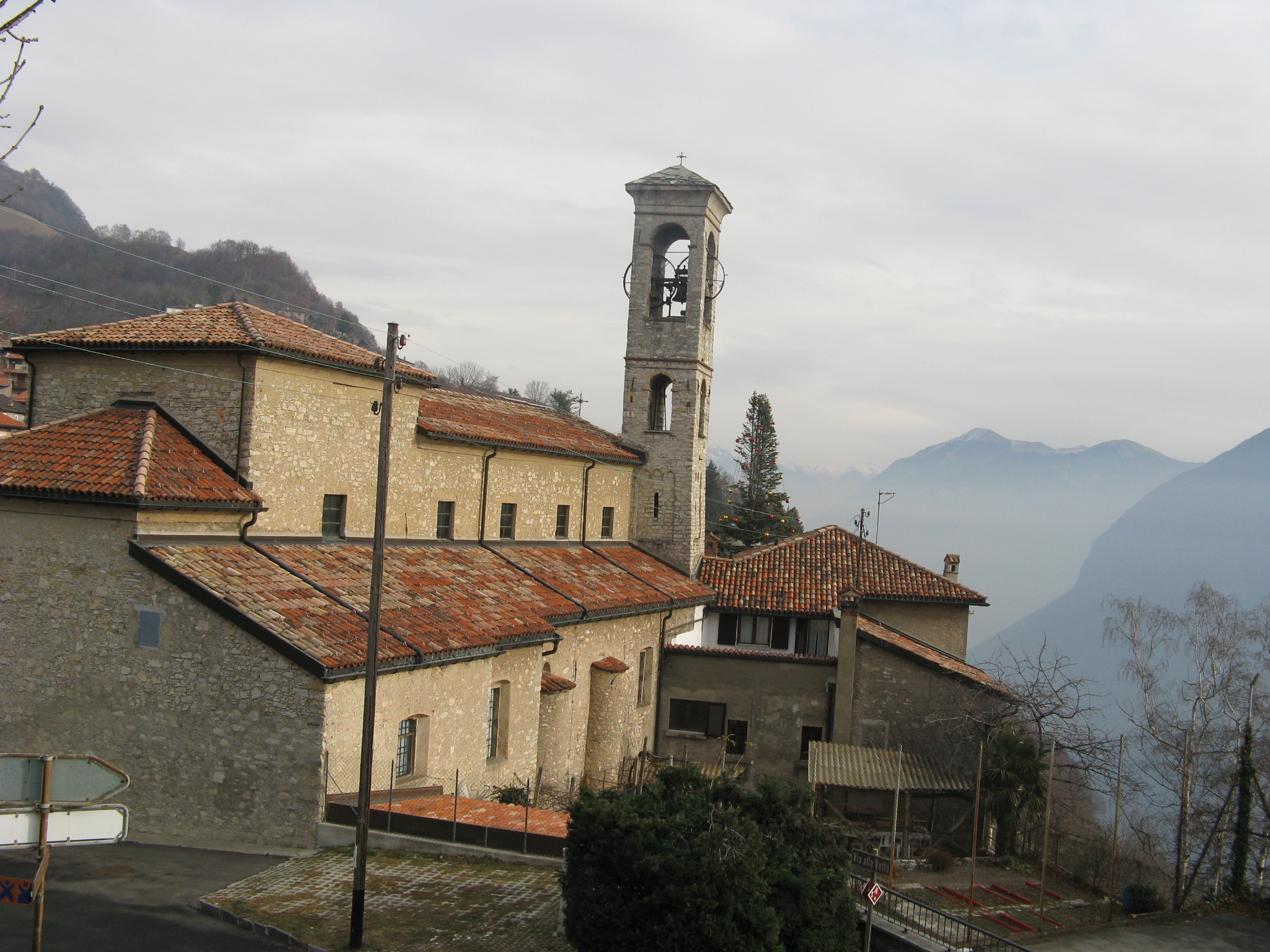
Pfarrkirche Santi Simone e Fedele
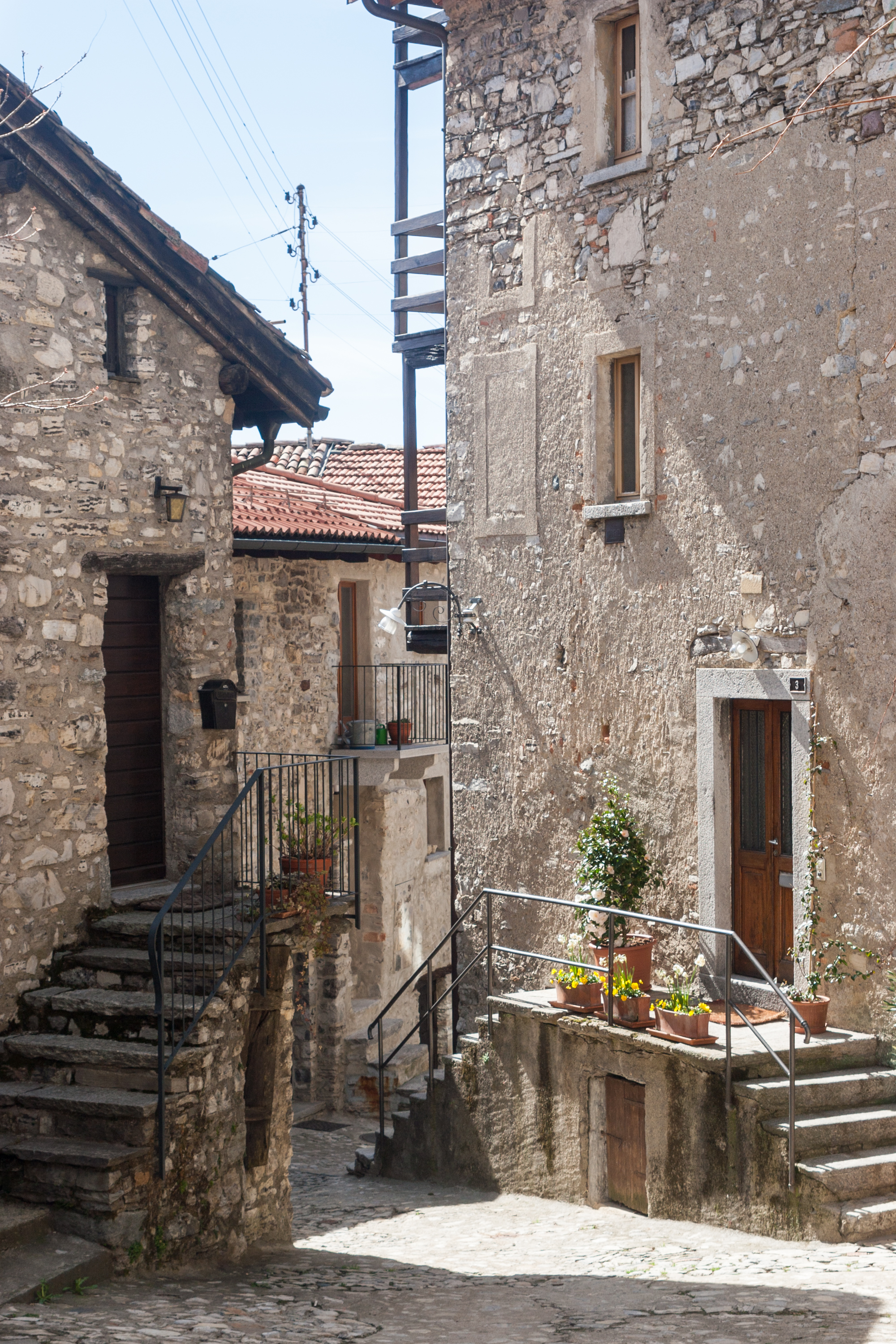
Verwinkelte Gassen in Brè (Lugano)
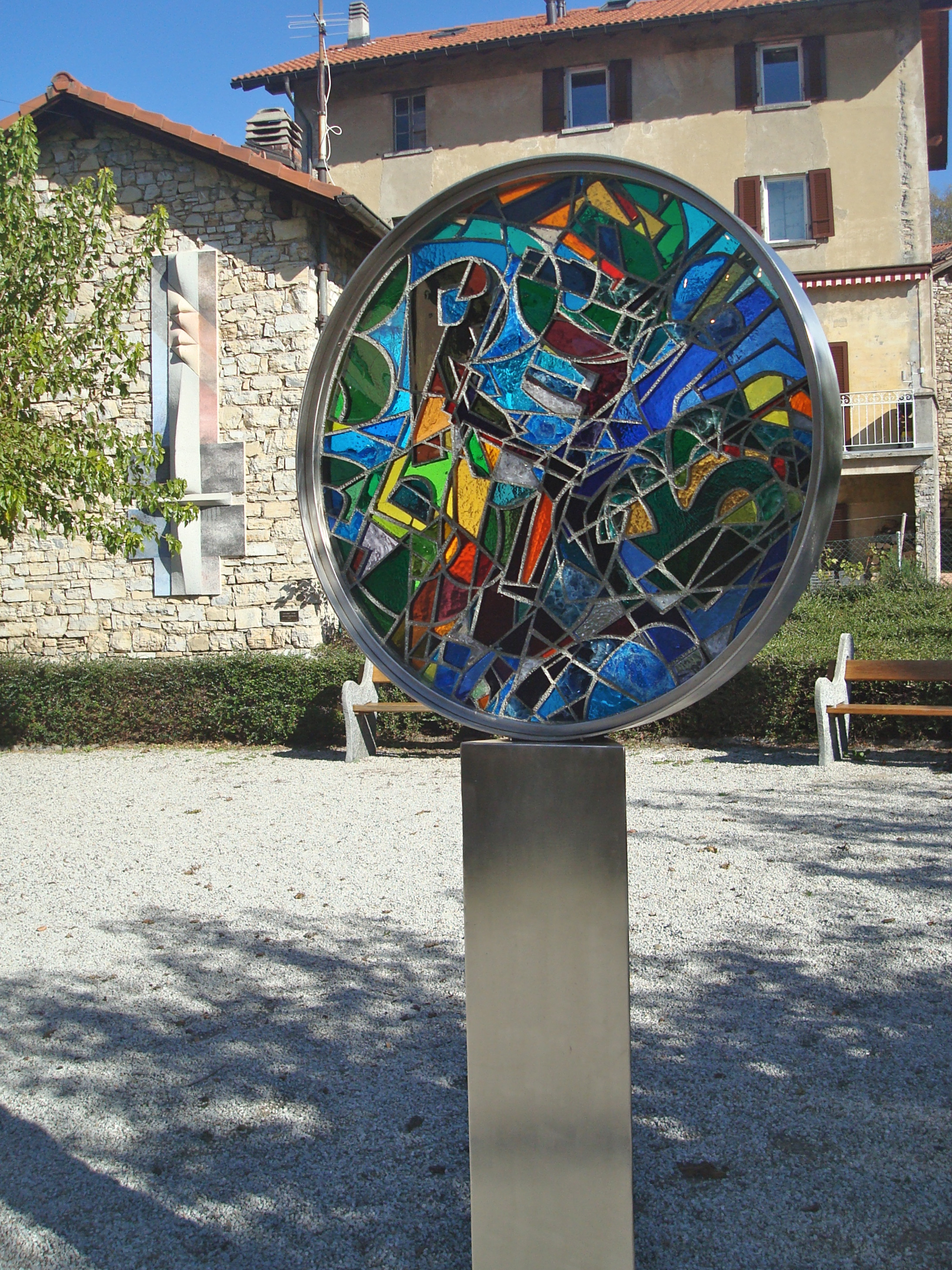
Skulptur von Emilio Rissone
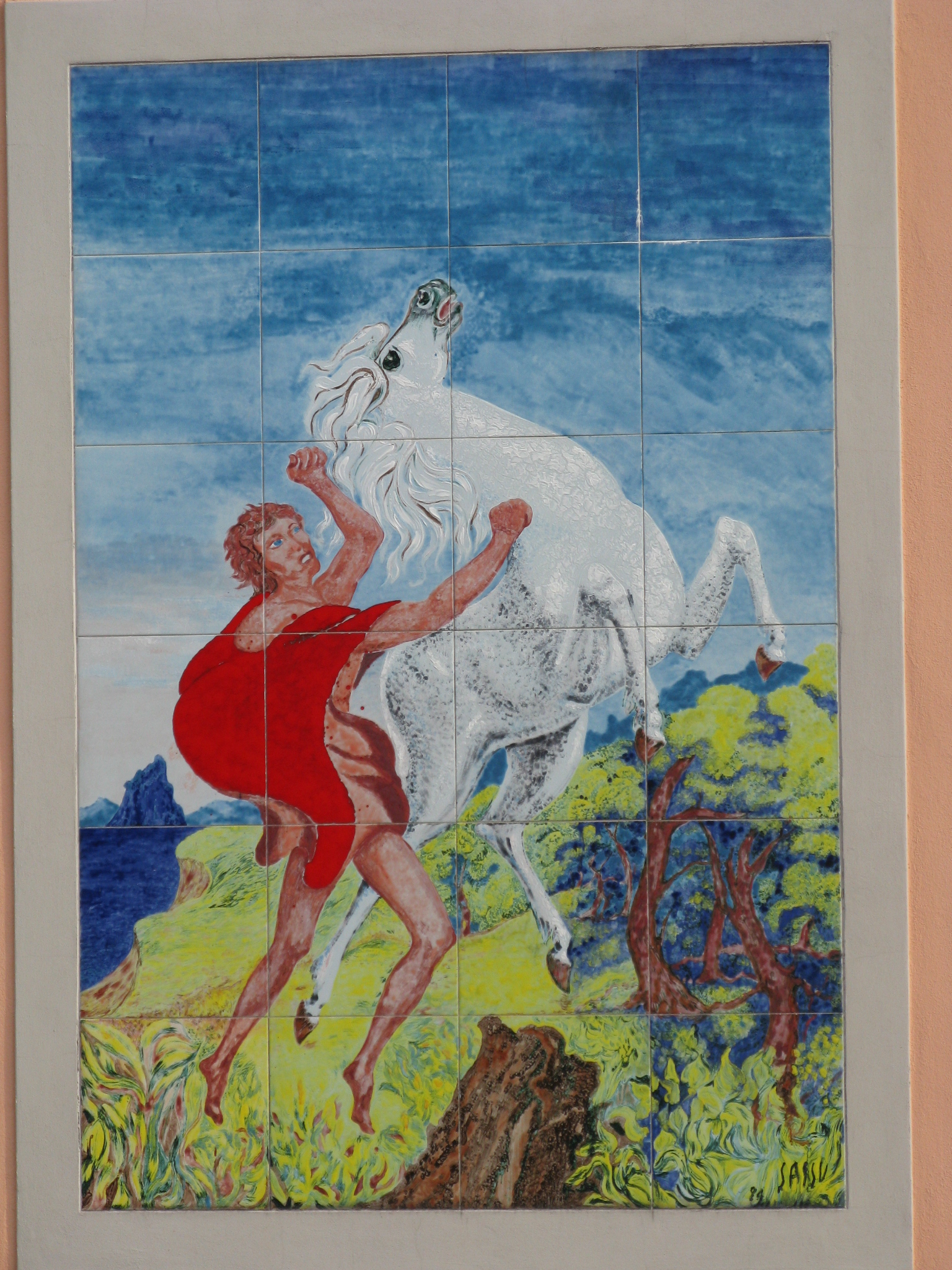
Kunst in Brè: Darstellung des Hl. Fedele, Märtyrer zu Como, aussen an einer Hauswand (Aligi Sassu, 1995)

## Persönlichkeiten

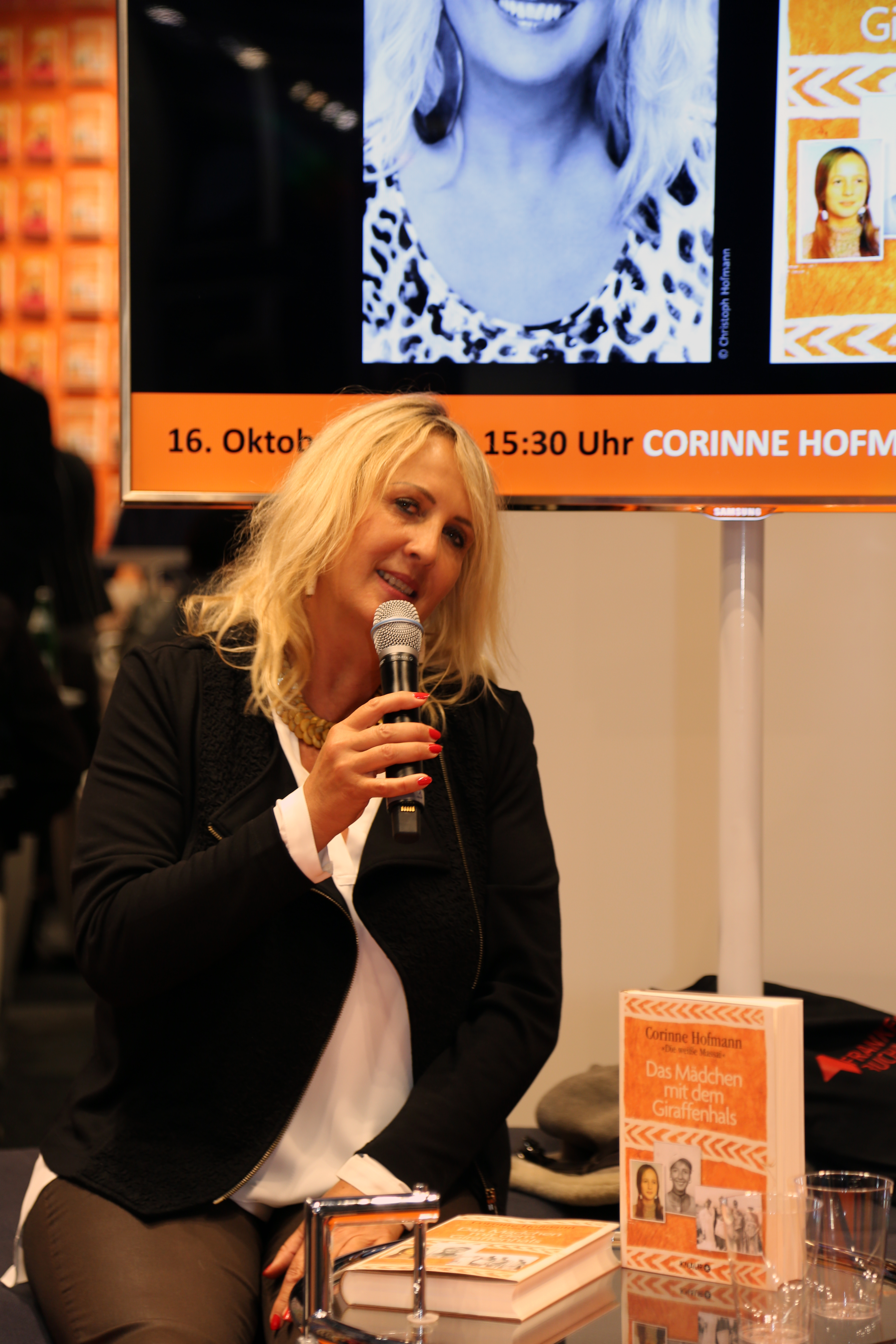
Corinne Hofmann, 2015

- Pasquale Gilardi, genannt Lelèn, (* 26. November 1885 in Brè; † 1934 in Lugano), Dichter[13]
- Wilhelm Schmid (Maler) (1892–1971), ein Schweizer Maler
- Luigi Taddei (* 27. August 1898 in Brè; † 24. Januar 1992 in Albonago), Lehrer für Zeichnen, Maler und Graveur. Er schuf Wandmalerei, Mosaik, Illustration, Landschaften, Genreszenen und religiöse Themen[14]
- József Biró (Maler) (* 16. März 1887 in Pókakeresztúr (Siebenbürgen); † 13. Januar 1975 in Castagnola TI), Maler[15][16]
- Aligi Sassu (* 17. Juli 1912 in Mailand; † 17. Juli 2000 in Pollença), Maler, Bildhauer[17][18]
- Julio Taddei Dominguez (* 25. Oktober 1938 in Brè-Albonago; † 11. August 2010 ebenda), Maler, schuf Wandmalerei, Fresko. Lebt seit 1941 in Uruguay. Zwischen 1970 und 1981 im Kanton Tessin tätig.[19]
- Corinne Hofmann (* 1960), genannt Masai bianca, deutsche Buchautorin.
- Marco Prati (* 1955 in Viganello), Bildhauer. Nach seinem Maturitätszeugnis als Grafiker besuchte er die Accademia di Belle Arti di Brera, wo er 1984 sein Studium beendet hat[20]
- Francesco Gilardi, Politiker, Dichter[21]
- Antonio Scopazzini, Artist, Maler, Photograph.[22] Im Zentrum von Brè hat Antonio Scopazzini ein kleines Freilichtmuseum mit vielen Gegenständen der lokalen Tradition eingerichtet.
- Patrick Pizzagalli (* 1977), Politiker (Lega dei Ticinesi), Präsident der Ortsbürgergemeinde, Gemeinderat von Lugano.[23]